# توکوزو تاناکا
توکوزو تاناکا (به انگلیسی: Tokuzō Tanaka) کارگردان ژاپنی که به کارگردانی فیلم‌های دایئی و درام‌های تلویزیونی جیدای‌گکی مشهور است. .

## فیلم‌شناسی
- خواب آلودگی مرگ (۱۹۶۳)
- داستان جدید زاتوایچی (۱۹۶۳)
- زاتوایچی و فراری (۱۹۶۳)